# Mathias Frank
Mathias Frank (Roggliswil, 9 de diciembre de 1986) es un ciclista suizo que fue profesional entre 2008 y junio de 2021.

## Biografía
Después de una destacada carrera amateur, en la que consiguió victorias importantes, dio el salto al profesionalismo en 2008 de la mano del Gerolsteiner. 
Tras la desaparición del equipo, debido a escándalos de dopaje, en 2009, firmó contrato con el recién creado equipo estadounidense BMC Racing Team. Ese año venció en el Gran Premio Guillermo Tell y fue segundo tanto en el campeonato nacional de ruta como de contrarreloj. Con sus buenas cualidades como escalador se destacó en la Vuelta a Suiza 2010, y logró consagrarse campeón de dos clasificaciones menores (el rey de la montaña y de las metas volantes). Unos días más tardes empieza su participación  en su primer Tour de Francia pero tuvo una caída y le tocó abandonarlo. En su última campaña con el BMC, después de dos años discretos, conquistó dos etapas de la Vuelta a Austria y una del USA Pro Cycling Challenge, además de obtener un gran resultado en la vuelta de casa, la Vuelta a Suiza.
En 2014, se unió al nuevo equipo suizo IAM Cycling, con el que obtuvo muy buenos resultados en su primera temporada, ganando etapas en el Critérium Internacional y en Baviera y acabando 2.º en la Vuelta a Suiza.
En 2015, tuvo una destacada actuación en el Tour de Francia al acabar 8.º en la general final, merced a varias fugas y a aguantar con los mejores en las etapas de los Alpes.
Al año siguiente, conquistó su primera etapa en una grande, al ganar la 17.ª etapa de la Vuelta a España, que acababa en el alto de Mas de la Costa.
Tras la desaparición del IAM para 2017, firmó contrato con el Ag2r La Mondiale, para ayudar a conquistar a Romain Bardet su primer Tour de Francia.
El 20 de junio de 2021 se retiró del ciclismo profesional tras terminar 19.º en el Campeonato de Suiza en Ruta.

## Palmarés
2006 (como amateur)
- 1 etapa del Tour des Aéroports

2007 (como amateur)
- Tour de Thuringe, más 1 etapa
- 1 etapa del Gran Premio Guillermo Tell

2008
- Gran Premio de Schwarzwald
- 3.º en el Campeonato de Suiza en Ruta

2009
- Gran Premio Guillermo Tell
- 2.º en el Campeonato de Suiza Contrarreloj
- 2.º en el Campeonato de Suiza en Ruta

2011
- 3.º en el Campeonato de Suiza Contrarreloj

2013
- 2 etapas de la Vuelta a Austria
- 1 etapa del USA Pro Cycling Challenge

2014
- 1 etapa del Critérium Internacional
- 1 etapa de la Vuelta a Baviera

2015
- 3.º en el Campeonato de Suiza en Ruta

2016
- 1 etapa de la Vuelta a España

2019
- 3.º en el Campeonato de Suiza en Ruta

## Resultados en Grandes Vueltas y Campeonatos del Mundo
| Carrera         | Carrera         | 2008 | 2009 | 2010 | 2011 | 2012 | 2013 | 2014 | 2015 | 2016 | 2017 | 2018 | 2019 | 2020 | 2021 |
| --------------- | --------------- | ---- | ---- | ---- | ---- | ---- | ---- | ---- | ---- | ---- | ---- | ---- | ---- | ---- | ---- |
|                 | Giro de Italia  | —    | —    | —    | 85.º | 83.º | —    | —    | —    | —    | —    | —    | —    | —    | —    |
|                 | Tour de Francia | —    | —    | Ab.  | —    | —    | —    | Ab.  | 8.º  | Ab.  | 30.º | 55.º | 48.º | —    | —    |
|                 | Vuelta a España | Ab.  | —    | —    | 94.º | —    | —    | —    | —    | 37.º | —    | —    | —    | Ab.  | —    |
| Mundial en Ruta | Mundial en Ruta | —    | —    | —    | —    | 63.º | —    | —    | —    | —    | —    | 26.º | —    | —    | —    |

—: no participa
Ab.: abandono